# Butilamina
n-Butilamina é um composto orgânico (especificamente, uma amina) com a fórmula CH3(CH2)3NH2. Este líquido incolor é uma das quatro aminas isoméricas do butano, sendo as outras sec-butilamina, terc-butilamina e isobutilamina. É um líquido com o odor de peixe, semelhante ao de amônia, comum às aminas. O líquido adquire uma cor amarela ao ser armazenado no ar. É solúvel em todos os solventes orgânicos. Seus vapores são mais pesados que o ar e produzem óxidos tóxicos de nitrogênio durante a combustão.

## Usos
Este composto é usado como ingrediente na fabricação de pesticidas, produtos farmacêuticos e emulsificantes. Também é um precursor para a fabricação de N,N′-dibutiltioureia, um acelerador de vulcanização de borracha, e n-butilbenzenossulfonamida, um plastificante de nylon. É usado na síntese de fengabina, o fungicida benomil, e butamoxano, e o antidiabético tolbutamida.